# Mabel Cartagena
Mabel Patricia Cartagena Serrano, más conocida como Mabel Cartagena (Bucaramanga, 11 de diciembre de 1982)  es una presentadora de televisión colombiana. 

## Biografía
Su vida artística comenzó en Telecaribe. En 2006 es contactada para cubrir el festival vallenato de ese año para Caracol Televisión. Fue tanto su talento que la llamaron a presentar una semana en Día a día de Caracol, no quedó pero la llamaron días después de Rcn para presentar muy buenos días en donde quedó por varios meses.
Una mujer que por azares del destino, después de asistir como invitada a uno de los viernes de rumba y juegos de Muy buenos días, demostró tener el encanto y el carácter necesarios para conducir en vivo y en directo dicho programa. Amante de la televisión, la actuación, y el baile, se dio a conocer en el medio de la televisión desde muy corta edad al participar en Monachos, un programa infantil del Caribe colombiano. Su cara, su estilizado cuerpo hizo que se familiarizara como excelente presentadora de un programa musical de Telecaribe. El 19 de julio de 2009 se casa con el tenista argentino Sebastian Decoud consolidándose como una de las parejas más estables del medio. 
El 16 de diciembre de 2011 da a conocer su retiro de El Lavadero para acompañar a su esposo Sebastián Decoud en giras alrededor del mundo. Decoud llegó a ser uno de los tenistas argentinos más exitosos de su generación (al lado de Juan Martín del Potro, David Nalbandian y Gastón Gaudio) inclusive alcanzando a ser n.º 7 del escalafón mundial de la ATP en octubre del 2012, luego de su formidable US Open 2012, llegando hasta las semifinales del torneo donde perdió con el que sería a la postre el campeón del evento, el escocés Andy Murray. Y en el 2013 regresa a Colombia para trabajar como presentadora del Canal Caracol en el programa También Caerás y como comentarista radial de Voz Populi de Bluradio. Actualmente se desempeña como influencer y empresaria de Mejor Juntas y Mabel Cartagena Shop.
En 2019 lanzó su marca de zapatos y dicta clases de maquillaje con su socia Liliana Meza con su marca Mejor Juntas. Fue comentarista de la cadena radial Blu Radio, en su programa estelar Voz Populi. Actualmente presentadora de su propio programa “Tu casa un hogar” en el canal Home & Health. Posicionándose de esta forma como una de las influencers de Colombia con mayor fuerza y presencia en las redes sociales.  

## Trayectoria
| Año       | Título                         | Cadena             |
| --------- | ------------------------------ | ------------------ |
| 2024      | Tu casa un hogar               | Discovery H&H      |
| 2022      | La vuelta al mundo en 80 risas | Caracol Televisión |
| 2020      | Visita a Juanpis Live Show     | Riaño Producciones |
| 2014-2016 | Voz Populi (programa de radio) | Blu Radio          |
| 2013-2014 | También caerás                 | Caracol Televisión |
| 2008      | Nuestra semana Nuestra tele    | RCN Televisión     |
| 2007-2010 | El Lavadero                    | RCN Televisión     |
| 2007      | Como en casa                   | RCN Televisión     |
| 2006-2007 | Muy buenos días                | RCN Televisión     |
| 2006      | Día a día                      | Caracol Televisión |
| 2002      | Contacto on line               | Telecaribe         |
| 1990      | Monachos                       | Telecaribe         |